# Frangepán Ferenc
Frangepán Ferenc János (1490 körül – Pozsony, 1543. január) a Frangepán családból származó kalocsai érsek, egri püspök, korának egyik legjelentősebb diplomatája.

## Családja
Ferenc dédapja Frangepán János vegliai, zenggi és modrusi gróf, dalmát-horvát kormányzó volt. Nelipics Katalinnal kötött házasságából született fia György, ugyancsak vegliai, zenggi és modrusi gróf, a győri püspökség kormányzója. Györgynek négy fia (János, András, Miklós és Gergely) és három lánya (Dorottya, Ilona és Katalin) volt. Közülük Gergely kalocsai érsek lett. A legidősebb fiú, János 1481 február 20-án már nős volt, sőt házasságából egy Katalin nevű lánya is született. Egy-két évvel később megszületett fia is, akit a János névre kereszteltek. Ő lett a Frangepán család cetini ágának utolsó férfi tagja. Nővére Katalin később Perényi Gábor kamarásmester felesége lett.

## Élete
A család többnyire Cetin várában élt, ahol ferences kolostor is volt. 1493 szeptember 11-én apja elesett a törökkel vított udbinai csatában. Ettől fogva neveléséről nagybátyja, Frangepán Gergely gondoskodott. 1503. július 20-án Budán kelt rendeletével II. Ulászló király azt a megbízást adta a zágrábi káptalannak, hogy Cetini Gergely veszprémi püspököt, a kalocsai és bácsi érseki szék várományosát, valamint unokaöcscsét Jánost, néhai Cetini János gróf fiát iktassa be a Zágráb vármegyei Boskóc és Bisztra birtokába, majd egy évvel később megszerezték az ugyancsak Zágráb megyei Kersztina birtokát is.
1514-ben zarándokútra ment Róma városába, majd 1515-ben belépett a minorita rendbe. Szerzetesi fogadalmát annak ellenére is megtartotta, hogy nagybátyja kérelmére X. Leó pápa még az év szeptember 25-én felmenetette fogadalma alól. 1520-ban nagybátyja Frangepán Gergely kalocsai érsek látva, hogy unokaöccse minden birtokáról lemondott, beleérteve Cetin, a két Kladusa, Hotes és Verhovina várait is, Frangepán Györgynek és Mátyásnak adományozta azokat. Ebben az időben Ferenc már Rómában élt, és rendjének római tartományfőnöke lett.
1526. augusztus 29-én a mohácsi csatában elesett sógora, Perényi Gábor is. Ennek hírére hazatért, hogy gondoskodjon özvegyen maradt nővéréről és annak gyermekeiről. Meghallva hazatérését VII. Kelemen pápa diplomáciai szolgálattal bízta meg. A II. Lajos halálát követő trónviszányban békítő szerepet szánt neki. Először Habsburg Ferdinándot kereste fel, majd Pozsonyban Mária királynéval és Brodarics Istvánnal találkozott. Ferdinándot azonban hiába próbálta meg rávenni, hogy mondjon le a magyar trónról Szapolyai János javára. Ezután Szapolyait is felkereste, és hamarosan bizalmas tanácsadója és diplomatája lett. 1528-ban kalocsai érsekké nevezték ki. Szapolyai megbízottja volt Zsigmond lengyel királynál, majd 1533-ban V. Károly császárnál Spanyolországban, végig közvetítve Szapolyai és Habsburg Ferdinánd között.
1534-ben beszámolt Pál pápának a protestantizmus magyarországi terjedéséről, a pápa pedig 1535. augusztus 5-én a katolikus hit őrévé nevezte ki felkérve, hogy a ferencesekkel együtt fojtsák el a protestantizmust. 1538-ban III. Pál pápa egri püspökké nevezte ki. Ezután többnyire már ezt a címet használta, mivel a kalocsai főegyházmegye szinte teljes egészében török uralom alatt állt. Jelentős szerepet játszott a váradi béke (1538) megkötésében. I. János halála után (1540) I. Ferdinándhoz pártolt remélve, hogy az uralma alá tartozó országok képesek lesznek megakadályozni a török további terjeszkedését.
1541-ben Magyarország követe volt a regensburgi birodalmi gyűlésen, ám segélykérő beszédére a császár és a rendek kitérő választ adtak. V. Károly császár és a német rendek előtt elmondott beszédét három helyen nyomtatták ki. Augusztus 29-én a török sereg csellel elfoglalta Buda várát. 
Frangepán ekkor már súlyos beteg volt. 1542-ben, hogy egészsége megjavuljon Itáliába utazott, majd rövid idő után hallva, hogy Perényi Péter megszállta székvárosát Egert, Magyarországra utazott. Alig ért haza, augusztus elején rosszul lett, és már éjjel-nappal bántotta a köszvény. Mindkét kezét úgy összehúzta, hogy írni sem tudott. Ősszel kudarccal végződött Buda visszafoglalásának kísérlete. Közben Frangepán mindent elkövetett, hogy Egert visszaszerezze. Ennek eredményeként október 10-én Ferdinánd lefogatta Perényit, de felelősségre sosem vonták. November 12-én azt kérte a pápától, hogy arra az időre, mikor a köszvény kínozza, felmentést kért a böjtök alól, és ne legyen kötelezve a papi zsolozsma végzésére. 1543. január 22-én, „testében betegen, elméjében épen” Pozsonyban végrendelkezett.  Halálának pontos ideje ismeretlen, de minden bizonnyal még január végén elhunyt, mert február 2-án már végrendeletének végrehajtásáról intézkedtek.